# Willi Forrer
Willi Forrer (* 3. Juli 1935 in Wildhaus, St. Gallen) ist ein ehemaliger Schweizer Skirennfahrer. Er hatte seine Stärken in der Disziplin Abfahrt und nahm 1960 an den Olympischen Winterspielen in Squaw Valley teil. 1962 gewann er die Hahnenkammabfahrt in Kitzbühel.

## Biografie
Willi Forrer wuchs als mittleres von sieben Geschwistern auf einem Bauernhof im Wildhauser Oberdorf auf. Sein Vater arbeitete als Bauer, Akkord-Holzer, Skilehrer und Bergführer, seine Mutter war Bäuerin und Trachtenstickerin. Das Skifahren erlernte er auf einem Hügel hinter seinem Toggenburger Elternhaus. Während seiner aktiven Laufbahn arbeitete Forrer von April bis November als gelernter Ski-Wagner in einer Skifabrik.
Ende der 1950er- und Anfang der 1960er-Jahre gehörte Willi Forrer vor allem in der Abfahrt zu den weltbesten Skirennfahrern. Zwischen 1957 und 1962 startete er jährlich bei den Hahnenkammrennen in Kitzbühel, siebenmal trat er zu den Lauberhornrennen in Wengen an. Im Februar 1958 nahm er an den Weltmeisterschaft in Bad Gastein teil, wo er als Abfahrtsvierter hinter Toni Sailer, Roger Staub und Jean Vuarnet die Bronzemedaille um 0,4 Sekunden knapp verpasste. 1959 gewann er in seiner Paradedisziplin den ersten von insgesamt vier Schweizer Meistertiteln. Bei den Olympischen Spielen in Squaw Valley wurde Forrer erneut Vierter in der Abfahrt. Zwei Jahre später feierte er seinen grössten Erfolg bei der Hahnenkammabfahrt, die er als dritter Schweizer für sich entscheiden konnte. Bei den Weltmeisterschaften 1962 in Chamonix setzte sich seine Pechsträhne fort, und er belegte zum dritten Mal hintereinander bei einem Grossereignis Abfahrtsrang vier. Im Riesenslalom wurde er Elfter. Nach öffentlicher Kritik an der Führung des Schweizer Skiverbandes (der Blick titelte «Es ist etwas faul im Schweizer Sport») wurde Forrer von diesem für zwei Jahre gesperrt und liess seine Rennkarriere in Kanada ausklingen.
Ein Trainerangebot des kanadischen Verbandes lehnte Willi Forrer ab, weil seine junge Ehefrau nicht auswandern wollte. Seit seiner Kindheit betätigt sich Forrer als Brauchtumsmaler und verarbeitet dabei traditionelle Motive aus dem Toggenburg und dem Appenzellerland. Nachdem er mit seiner zweiten Ehefrau Johanna von 1990 bis 2008 in British Columbia gelebt hatte, kehrte das Paar in Johannas Heimatort Klosters zurück.

## Rezeption
Einer seiner Nachfolger in der Schweizer Abfahrtsmannschaft, René Berthod, nannte Forrer einen «Wilden» und einen «Draufgänger». Neben dem Hahnenkammsieg bleiben vor allem seine vierten Plätze bei Grossanlässen in Erinnerung. An den Weltmeisterschaften 1987 in Crans-Montana tröstete er den Mitfavoriten Franz Heinzer, der dort wie Forrer 25 Jahre zuvor zum dritten Mal hintereinander WM-Vierter in der Abfahrt geworden war.

«Das Schöne aber auch das Harte am Skirennfahren? Wenn man nur Vierter wird, war nicht der Schiedsrichter schuld, sondern die Uhr und man selber. Man war einfach nicht schnell genug für eine Medaille. Besonders hart war es 1962. Ich war damals der beste Skirennfahrer der Welt und gewann auch Kitzbühel. Als ich dann an der WM in Chamonix zum dritten Mal Vierter wurde, hätte ich mich am liebsten mit einem Erdsondenbohrer in der Erde vergraben. Ein Aussenstehender kann das gar nicht begreifen.»

## Erfolge

### Olympische Spiele
- Squaw Valley 1960: 4. Abfahrt, 20. Riesenslalom

### Weltmeisterschaften
- Bad Gastein 1958: 4. Abfahrt, 21. Riesenslalom
- Squaw Valley 1960 : 4. Abfahrt, 20. Riesenslalom
- Chamonix 1962: 4. Abfahrt, 11. Riesenslalom

### Weitere Erfolge
- 4 Schweizer Meistertitel (Abfahrt 1959, 1960 und 1962, Kombination 1962)
- Kanadischer Meister im Riesenslalom 1964
- insgesamt 20 internationale Rennsiege
- Hahnenkammabfahrt 1962